# Operatie Capital
Onder de codenaam Operatie Capital werden in augustus 1945 Duitse krijgsgevangenen vrijgelaten. 

## Geschiedenis
Tijdens de Tweede Wereldoorlog maakte de geallieerden veel krijgsgevangenen. Het betrof hier veelal soldaten, maar ook administratieve leden van het leger werd krijgsgevangen gemaakt. Tijdens Operatie Capital werden hoofdzakelijk administratieve personeelsleden vrijgelaten.